# 旧敦賀港駅舎

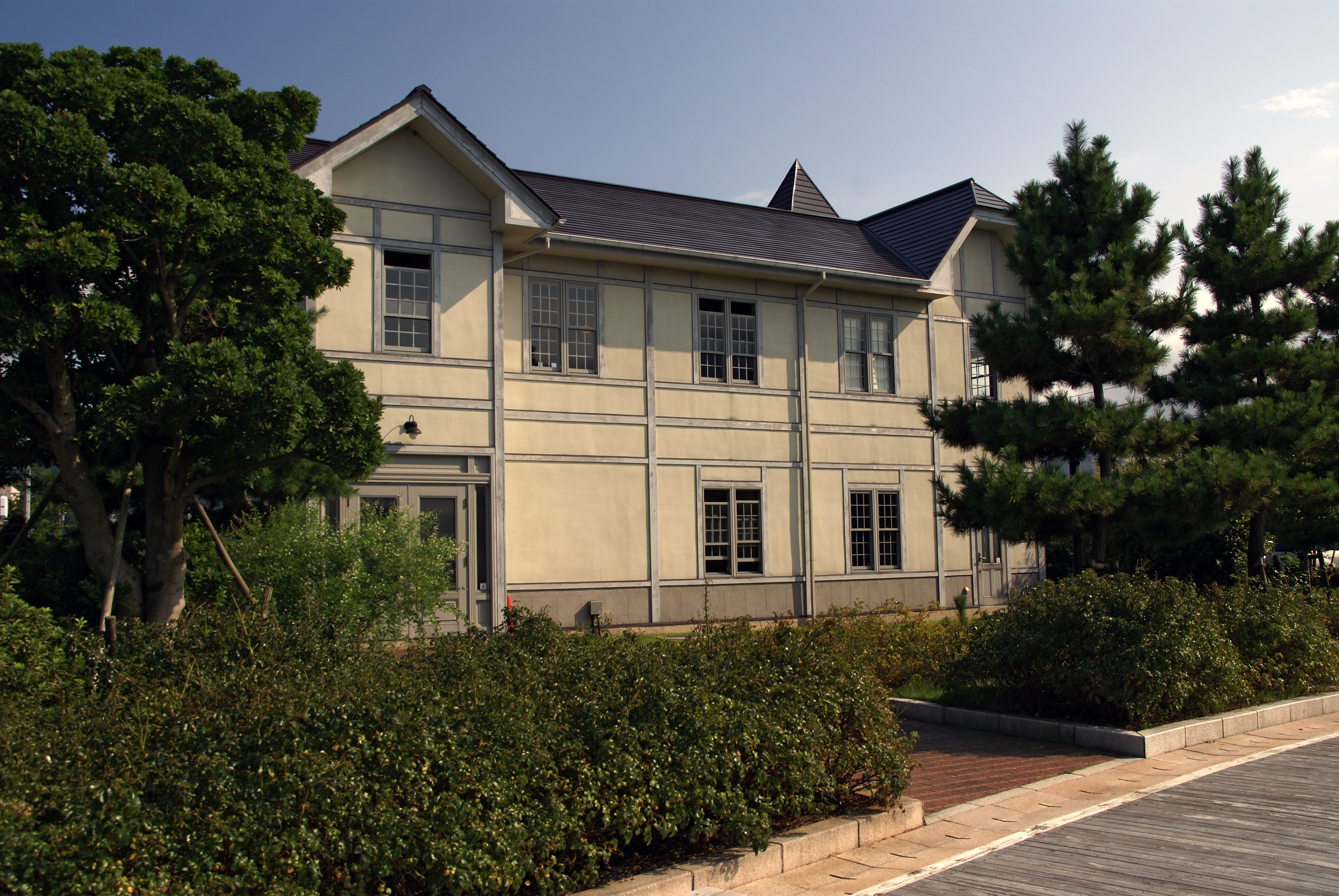
裏側

旧敦賀港駅舎（きゅうつるがみなとえきしゃ）は、福井県敦賀市にある建築物。敦賀鉄道資料館（つるがてつどうしりょうかん）として使用されている。

## 歴史
1999年（平成11年）に開催されたつるが・きらめき・みなと博21のシンボルの一つとして建設された。つるが・きらめき・みなと博21終了後は、博覧会の資料のほか敦賀港の歴史や名所を紹介する資料館として使用されていた。2009年（平成21年）には敦賀鉄道資料館が開館した。

## 特色
シベリア鉄道経由でヨーロッパ諸国と繋がる欧亜国際連絡列車の発着駅として賑わった時代の敦賀港駅駅舎を再現している。敦賀の鉄道に関する歴史を物語る各種資料類が展示されている。
敦賀港一帯はみなとオアシスの登録をしており、当施設はみなとオアシス敦賀の構成施設のひとつである。

## 利用情報
- 開館時間 - 9:00〜17:00
- 休館日 - 月曜、年末年始（12月29日〜翌年1月3日）
- 入館料 - 無料
- 所在地 - 〒914-0079 福井県敦賀市港町1-25

## 交通アクセス
- 北陸本線・北陸新幹線・小浜線・ハピラインふくい線 敦賀駅から徒歩で約30分。
- 敦賀駅からぐるっと敦賀周遊バス（観光ルート）で「金ヶ崎緑地」停留所下車、徒歩1分。

## 周辺施設
- 敦賀港 - 金ヶ崎緑地 - きらめきみなと館 - 旧敦賀港駅舎 - 赤レンガ倉庫 - 洲崎の高灯籠
- 敦賀市立博物館
- みなとつるが山車会館
- 紙わらべ資料館
- 気比松原
- 氣比神宮